# Lost and Found (Mudvayne)
Lost and Found is het derde album van de Amerikaanse band Mudvayne. Het album verscheen op 12 april, 2005. In augustus het jaar daarop waren er 800.000 exemplaren wereldwijd over de toonbank gegaan.

## Tracklist
1. "Determined" – 2:39
2. "Pushing Through" – 3:28
3. "Happy?" – 3:37
4. "IMN" – 5:51
5. "Fall Into Sleep" – 3:51
6. "Rain. Sun. Gone" – 4:35
7. "Choices" – 8:05
8. "Forget to Remember" – 3:35
9. "TV Radio" – 3:26
10. "Just" – 3:00
11. "All That You Are" – 6:11
12. "Pulling The String" – 5:05